# Hürther Waldsee
Der Hürther Waldsee (auch Theresiasee) ist ein Tagebaurestsee des Braunkohleabbaus im südlichen Teil des Rheinischen Braunkohlereviers in Nordrhein-Westfalen südlich von Köln auf dem Gebiet der Stadt Hürth. Er hat eine Ausdehnung von 10,6 ha und eine maximale Tiefe von etwa 8 Meter und befindet sich im Rekultivierungsgebiet des von 1965 bis zum Anfang der 1980er Jahre ausgekohlten Grubenfeldes Theresia.

## Lage
Der Hürther Waldsee befindet sich gemeinsam mit dem Otto-Maigler-See am nördlichen Ende der Ville-Seen-Platte, einem ca. 50 km² großen, ausgedehnten Gebiet mit Mischwäldern und über 40 Seen südlich der Stadt Köln im Rhein-Erft-Kreis. Das Gebiet ist Teil des Naturpark Rheinland.
Er befindet sich in einem Waldgebiet zwischen dem südlich gelegenen Ortsteil Knapsack und dem nördlichen Alstädten-Burbach in direkter Nähe des ehemaligen Zisterzienserinnenklosters Marienborn.

## Entstehung

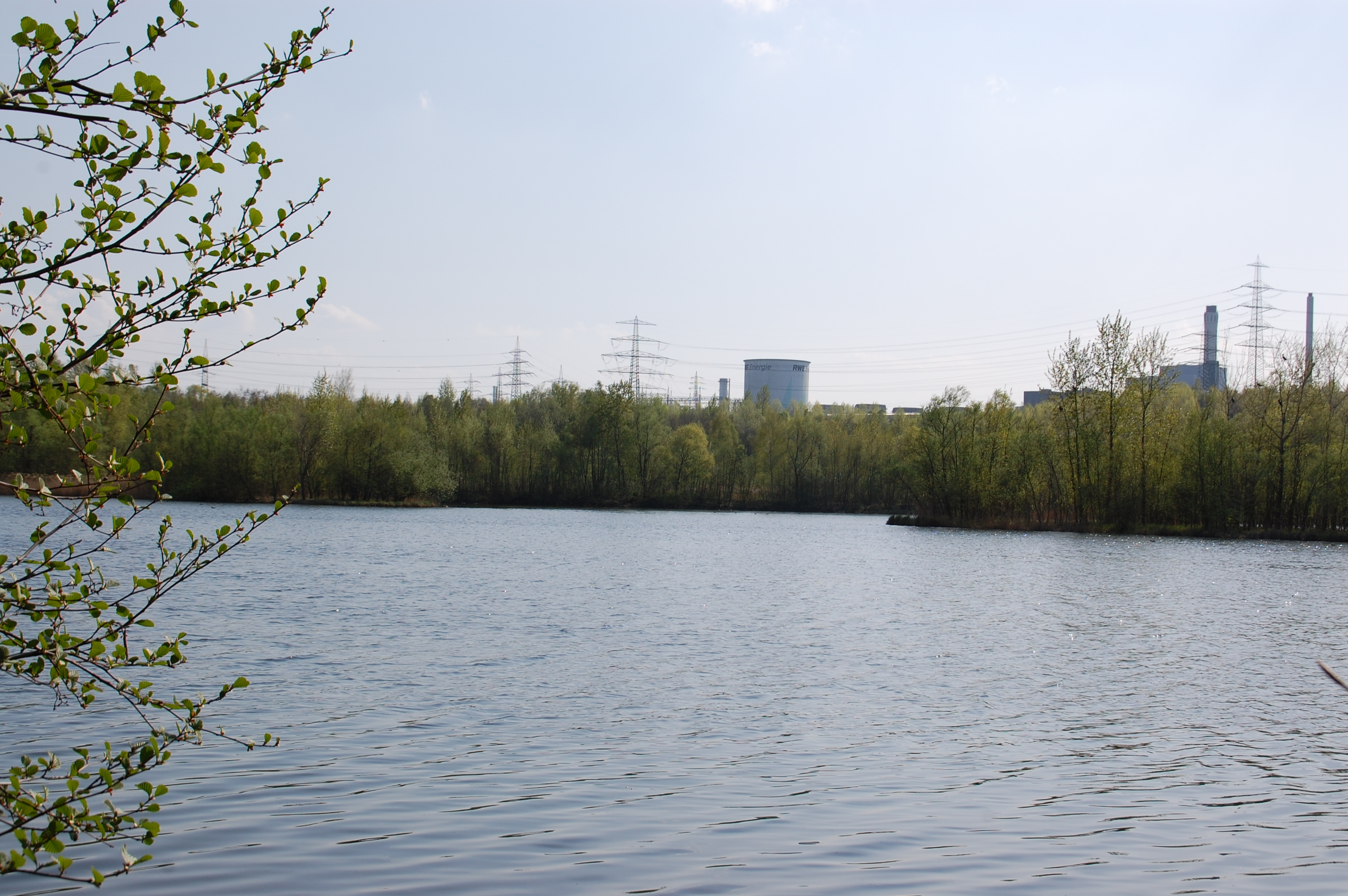
Hürther Waldsee, im Hintergrund der RWE-Kühlturm (Parkhaus) des Kraftwerk Goldenberg

Wie alle Seen der Ville entstand auch der Hürther Waldsee nach dem Ende des Braunkohletagebaus. Das Restloch füllte sich kontinuierlich mit Grundwasser und bildete dadurch den heutigen See in direkter Nachbarschaft des sehr viel größeren Otto-Maigler-Sees. Der Hürther Waldsee entstand erst im Jahr 1988 und gehört damit zu den jüngsten Seen auf der Ville-Seen-Platte.
Der Waldsee wurde mit Biotopstrukturen geplant und angelegt. Die größere Wasserfläche enthält einen Unterwasserdamm und zwei Inseln. Weitere Aufteilungen des Sees sind Flachwasserzonen und Tümpel. Ursprünglich war der Flachwasserbereich so geplant worden, dass man den Wasserspiegel während der Vogelzugzeit um einen halben Meter absenken konnte, um zusätzliche Schlammflächen entstehen zu lassen. Wegen des guten Wachstums des Schilfrohrs entschied man sich allerdings dafür den Wasserspiegel konstant zu halten. Dies stellt eine zusätzliche Fördermaßnahme für Tierarten dar, deren Lebensraum das Schilf ist.

## Bedeutung

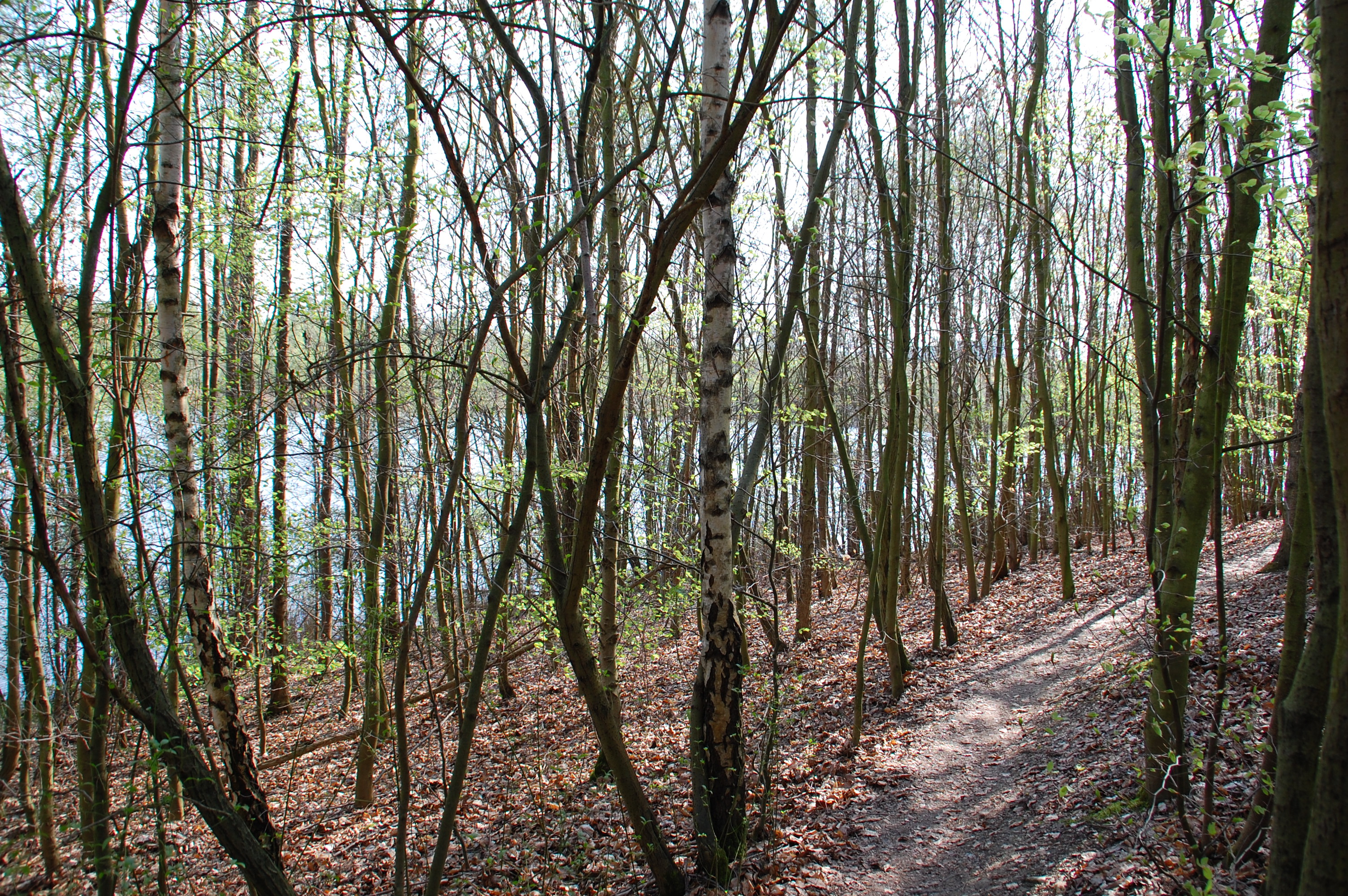
Jungwald am Hürther Waldsee

Im Gegensatz zum Otto-Maigler-See befindet sich der Hürther Waldsee in einem Naturschutzgebiet und ist nur an wenigen Stellen im Norden durch einen Waldweg erreichbar. Er wurde bereits sehr früh nach seiner Entstehung als Naturschutzgebiet mit dem Ziel der Wiederherstellung von Lebensstätten bestimmter wildlebender Pflanzen- und Tierarten ausgewiesen, wenige Jahre später konnten mehrere geschützte Arten in dem Gebiet nachgewiesen werden. Er stellt ein wichtiges Rückzugsgebiet für Wasservögel in der Nähe des touristisch stark genutzten Otto-Maigler-Sees dar.

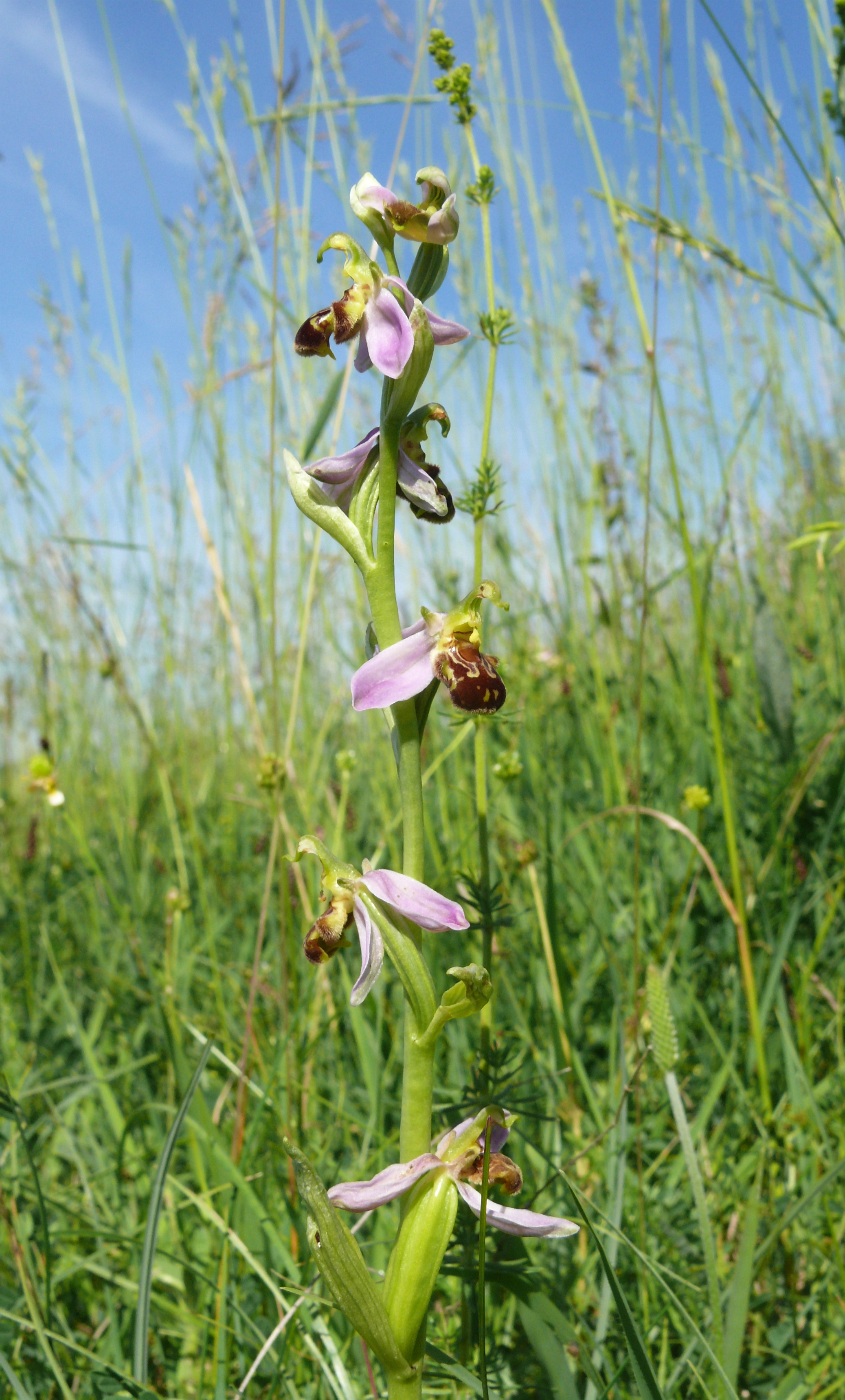
Bienen-Ragwurz (Ophrys apifera)

Bei dem umgebenden Wald handelt es sich um einen jungen Mischwald mit Buchen- und Erlenbestand, in den vereinzelt Birken und andere Laubbäume eingestreut sind. Im Umfeld sind zudem einige seltene Pflanzen zu finden, darunter der zu den Orchideen zählende Bienen-Ragwurz (Ophrys apifera).
Die auf der Roten Liste der gefährdeten Arten stehende Fledermausart „Abendsegler“ ist neben der Sophienhöhe (Hambach), auch am Hürther Waldsee nachgewiesen. Ebenfalls im und am Waldsee nachgewiesen sind Süßwasserschnecken und Muscheln, Wasserwanzen, Wasserkäfer, Tagfalter, sowie die als gefährdet geltenden Heuschreckenarten Langhüpfer Dornschrecke und Blauflügelige Ödlandschrecke.
Für eine Langzeitstudie der Landesanstalt für Ökologie, Bodenordnung und Forsten Nordrhein-Westfalens, zur natürlichen Sukzession der Fischfauna in Rekultivierungsgewässern, wird seit den 1990er Jahren eine systematische Befischung des Waldsees durchgeführt.
In Zukunft soll der Hürther Waldsee durch ein Projekt der Initiative RegioGrün zu einem bedeutenden Naturschutz- und FFH-Gebiet nach europäischer Richtlinie werden. Die Umsetzung der FFH-Richtlinien für den Schutz der Natur sieht auch der Regionalplan für den Regierungsbezirk Köln, Teilabschnitt Region Köln, der Kölner Bezirksregierung vor: Im BSN „Hürther Waldsee westlich Hürth“ (62028- 993) in der Stadt Hürth (Rhein-Erft-Kreis) soll das ausgesprochen wertvolle Brut- und Rastgebiet gefährdeter Wasservogelarten geschützt, erhalten und grundsätzlich der natürlichen Entwicklung überlassen werden.

## Belege
1. 1 2 3 4 5  TU Cottbus: Braunkohlentagebauseen in Deutschland – Gegenwärtiger Kenntnisstand über wasserwirtschaftliche Belange von Braunkohlentagebaurestlöchern (Memento des Originals vom 2. September 2011 im Internet Archive)  Info: Der Archivlink wurde automatisch eingesetzt und noch nicht geprüft. Bitte prüfe Original- und Archivlink gemäß Anleitung und entferne dann diesen Hinweis. (abgerufen am 5. Oktober 2010; PDF; 14,0 MB)
2. ↑  Walter Buschmann, Norbert Gilson, Barbara Rinn: Braunkohlenbergbau im Rheinland (= Die Bau- und Kunstdenkmäler von Nordrhein-Westfalen 1: Rheinland). Herausgegeben vom Landschaftsverband Rheinland und MBV-NRW. Wernersche Verlagsgesellschaft, Worms 2008, ISBN 978-3-88462-269-8, S. 276 u. 322.
3. ↑  Naturpark Kottenforst-Ville (Hrsg.): Brühl und die Ville-Seen. Freizeitkarte 1:25.000, 2008.
4. ↑  Pflug: Braunkohlentagebau und Rekultivierung. 1998, S. 365, 409, (Google Books).
5. ↑  Pflug: Braunkohlentagebau und Rekultivierung. 1998, S. 409f., (Google Books).
6. ↑  Wilhelm von Dewitz: Orchideen auf Hürther Stadtgebiet. In: Hürther Beiträge zur Geschichte, Kultur und Regionalkunde. Band 87, 2008, ISSN 1864-5348, S. 103–115.
7. ↑  Albrecht u. a.: Tiere und Pflanzen in der Rekultivierung. 2005, S. 69.
8. ↑  Albrecht u. a.: Tiere und Pflanzen in der Rekultivierung. 2005, S. 213.
9. ↑  Albrecht u. a.: Tiere und Pflanzen in der Rekultivierung. 2005, S. 163.
10. ↑  Albrecht u. a.: Tiere und Pflanzen in der Rekultivierung. 2005, S. 137.
11. ↑  Albrecht u. a.: Tiere und Pflanzen in der Rekultivierung. 2005, S. 108.
12. ↑  Albrecht u. a.: Tiere und Pflanzen in der Rekultivierung. 2005, S. 174.
13. ↑  Albrecht u. a.: Tiere und Pflanzen in der Rekultivierung. 2005, S. 92, 93.
14. ↑  Bezirksregierung Köln: Regionalplan für den Regierungsbezirk Köln, Teilabschnitt Region Köln. (Textfassung; PDF; 4,8 MB)